# Magnolia mannii
Espèce
Statut de conservation UICN

 VU B1ab(i,iii) : Vulnérable
Magnolia mannii est une espèce de plantes à fleurs de la famille des Magnoliacées. C'est un arbre endémique d'Inde.
Son épithète spécifique mannii rend hommage au botaniste allemand Gustav Mann.

## Description
C'est un arbre.

## Répartition et habitat
Cette espèce est endémique d'Inde où elle est présente dans l'état d'Assam.